# 蜜蜂科
蜜蜂科（學名：Apidae）是膜翅目、蜜蜂总科之下最大的一科，包含了許多常见的蜂类，如蜜蜂、熊蜂（英文：bumblebee）、无針蜂（英文：stingless bees）、木蜂（英文：carpenter bees）、蘭花蜂（英文：orchid bees）和杜鵑蜂（英文：cuckoo bees）等。不少蜜蜂科物种作为授粉的媒介，在自然界和农业生產中扮演着十分重要的角色。

## 下級分類
历史上传统的分类：
- 蘭花蜂屬 Euglossa
- 熊蜂屬 Bombus
- 蜜蜂屬 Apis
- 無蟄蜂屬 Meliponula

除此之外，现今的蜜蜂科还包括了之前被分到條蜂亞科（Anthophoridae）和櫛距蜂亞科（Ctenoplectridae）的所有蜂属（genera）。尽管蜜蜂科中最常见的一些蜂种具有社会性，但是绝大多数却是独居的，包括一部分的劳动寄生型蜂种。
舊時蜜蜂科包含四个族（蜜蜂亞科：蜜蜂族、蘭花蜂族，熊蜂亞科：熊蜂族和无蛰蜂族），这四个族连同條蜂亞科下的所有族以及櫛距蜂亞科，现在被重新分类（有些从科降级为族）成为蜜蜂亚科下的族。在生物分类学上将组一级的分类向下移成为了一种趋势，2005年一个巴西的分类法对此更进一步而将所有现存的蜜蜂科一起命名为“Apidae”，然而并没有被文献资料广泛接受。

### 亚科

#### 蜜蜂亞科 Apinae

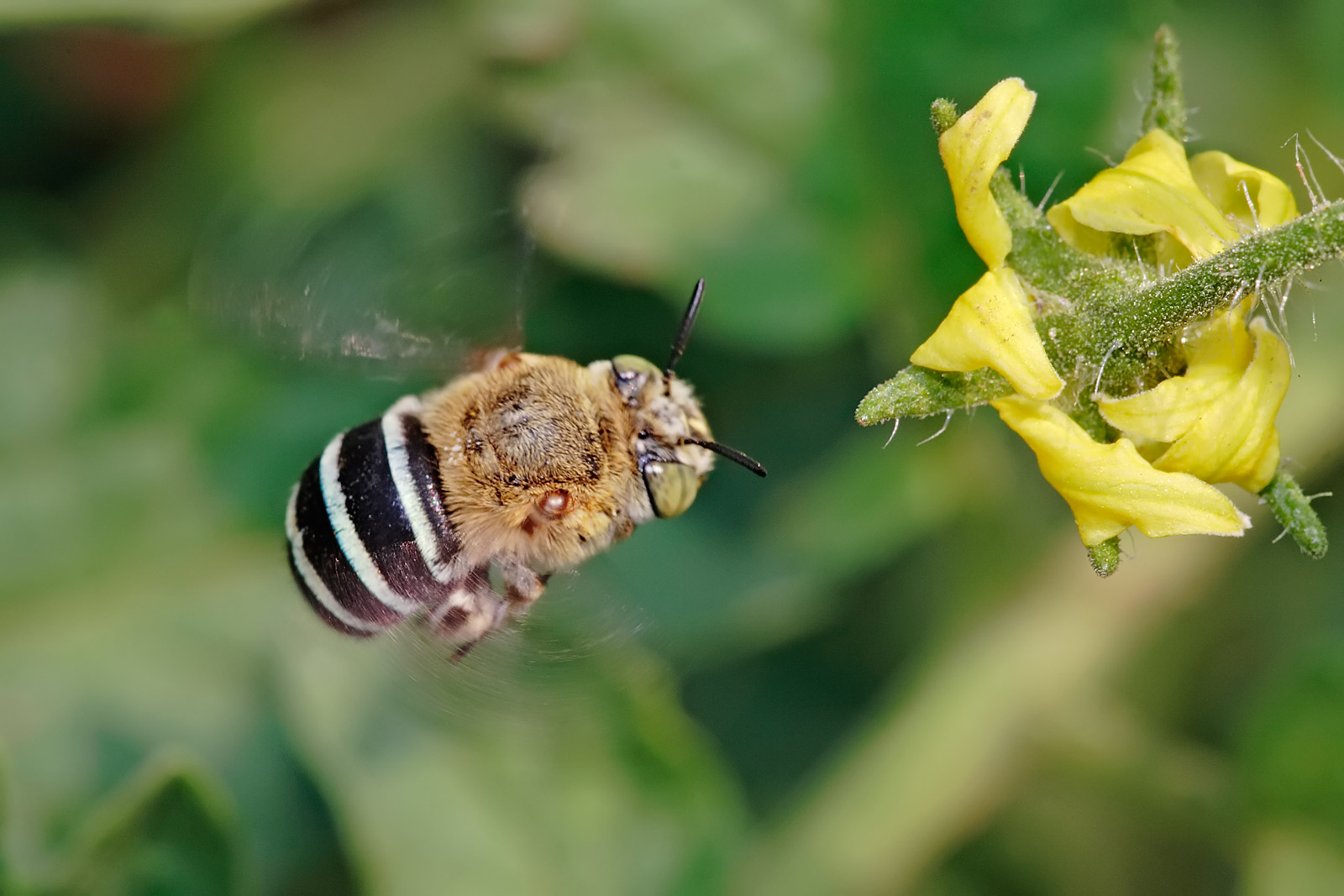
条蜂族的藍帶蜂（Amegilla cingulata），正在飞向一朵番茄花

蜜蜂亞科包含了15种不同的族的谱系，其中的大多数是独居的，巢穴往往建在地面下，在泥中的建造巢穴。
然而，蜜蜂属、无蛰蜂属和熊蜂属是真社会性的群居。它们往往被认为是各自独立地发展出社会属性，在工蜂的交流方式以及筑巢方式上它们都呈现出显著的不同。
族包括：
- 盤蜂族 Ancylaini[6]
- 条蜂族 Anthophorini
- 蜜蜂族 Apini
- 熊蜂族 Bombini
- 油蜂族 Centridini
- 葵蜂族 Emphorini -（葵蜂亚族 Emphorina）
- 新小蜂族 Ericrocidini
- 长须蜂族 Eucerini
- 蘭花蜂族 Euglossini
- 異毛蜂族 Exomalopsini
- 哀蜂族 Melectini
- 无蛰蜂族 Meliponini
- 歐西里斯蜂族 Osirini
- 李氏蜂族 Protepeolini
- 拉希米蜂族 Rhthymini
- Tarsaliini [6]

#### 杜鵑蜂亞科 Nomadinae
杜鵑蜂亞科包含10个族、31个属，它们全部行偷竊寄生（Kleptoparasitic）于别的蜂巢中。
族包括：
- 砂斑蜂族 Ammobatini
- 擬砂斑蜂族 Ammobatoidini
- Biastini
- Brachynomadini
- 隱孢子蟲蜂族  Epeolini -（ 隱孢子蟲蜂亞族 Epeolina；Odyneropsina 亚族 Thalestriina 亚族
- 鷹爪斑蜂族 Hexepeolini
- 新斑蜂族 Neolarrini
- 木斑蜂族 Nomada
- Townsendiellini

#### 木蜂亞科 Xylocopinae

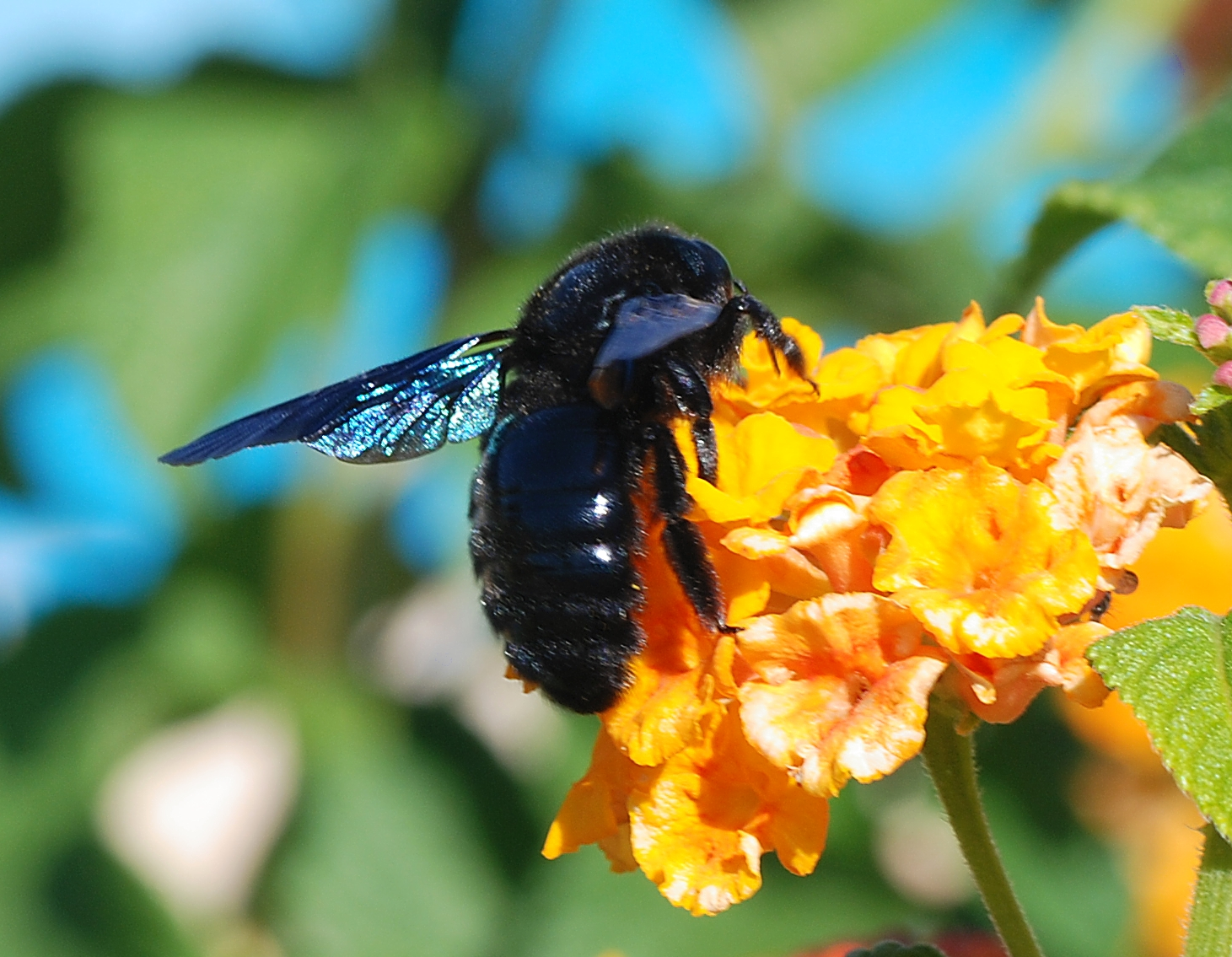
一隻紫羅蘭木蜂（Xylocopa violacea）

木蜂亞科包含4族、18個屬，大多為獨居性，雖然它們比較偏向於群居生活，部分族的物種是真社會性。大多數本亞科的物種會在植物莖部或樹木裡築巢。
族包括：
- 小蘆蜂族 Allodapini
- 蘆蜂族 Ceratinini
- 曼努里亞蜂族 Manueliini
- 木蜂族 Xylocopini

## 社群階級
一个蜜蜂群体有几千到几万只蜜蜂，由一只蜂后、少量的雄蜂和众多的工蜂组成。

### 蜂后
蜂后，亦可稱為蜂王，是蜜蜂群体中唯一能正常产卵的雌蜂。蜂后所產的未受精的卵（孤雌生殖），只能發育成雄蜂。如果是受精卵，則按需要發育成工蜂和新的蜂后（雙套染色體）。蜂后死後，蜂群会哺育新的蜂后。
蜂后的寿命可活3到5年，而雄蜂只能活几个月，工蜂的平均寿命（在採蜜季节）只有45天上下左右。所以蜂后通常是蜂群中其他成员的母亲，故有人也把蜂后称为母蜂。

### 雄蜂
雄蜂在蜂群中的作用是与蜂后交配，一般在繁殖季节出现多，交配后不會立即死亡。雄蜂的精液可以在蜂后的体内保存数年而保持活力并具有授精能力。雄蜂的体型要比工蜂大，翅长，飞行能力强；全身呈黑色，腹部花纹不如工蜂明显，但是与蜂后一样，因為無針所以不具备攻击能力，所以被蜜蜂蛰伤的情形其实都是工蜂所为。雄蜂的食量大，因此工蜂会根据繁殖的需要和巢内食物的多寡来决定雄蜂去留。

### 工蜂
工蜂是蜜蜂群体中數量最多且最為忙碌的成員。工蜂除了出外採蜜，供蜂群食用外，还有要負担保護蜂群不受襲擊等工作，可是工蜂的地位非常低微，特别是連生育能力也没有。工蜂并非天生没有繁殖能力，而是在出生后被奪去。它们可否發育成蜂后，取决于它们出生后的饮食。从卵中孵化后，如果它们连吃五天的蜂王漿，蜂体發育速度就快，16天就能发育成能生育的蜂后；但相反，若它们只吃了两三天的蜂王漿，廚餘，发育速度就会變得慢了，21天后才能变成虫，长大后它们雖然仍是雌性的，但卻失去了生育能力。

## 生活方式

### 蜂巢
蜂巢是指由蜜蜂属所建造的一种封闭结构，作为他们居住以及繁殖后代的地方。天然的蜂巢存在于野生蜂群之中，可能会占据树木中空的部分等空间；而人工养殖蜜蜂则常被养在养蜂场内通称为蜂箱的人造蜂巢。有相当多种品种的蜜蜂都会建造蜂巢，但其中只有西方蜜蜂和东方蜜蜂被人类驯化。天然蜂巢的作用跟鸟巢相类，其作用为保护居住在里面的动物。
蜂巢的内部结构称为蜂房，蜂房由一系列以蜂蜡制作，紧密排列的六角柱体蜂室所组成，蜜蜂用这些蜂房来储藏食物如蜂蜜和花粉；蜜蜂也在这些蜂房中培育后代，它们会将幼虫、卵及蛹藏在个别的蜂房中。

### 食物
蜜蜂依靠採食蜂蜜為生。蜂蜜為蜜蜂的熱量來源。花粉為蜜蜂的營養來源。年轻的工蜂会分泌蜂王漿给蜂后食用，食用蜂王漿是蜂后寿命长达3–5年的原因之一。

## 交配
蜂后一生只會婚飛一次，一星期大的蜂后會選擇晴朗的日子出巢进行婚飛，蜂后會飛到特定的雄蜂聚集區域（英文：drone congregation area，縮寫：DCA）吸引雄蜂。DCA 位於空中大約1/12到1英里高處。
蜂后飛到 DCA 後附近會開始徘徊很多的雄蜂，雄蜂群會一直跟隨在蜂后身後，飛一段時間後體弱雄蜂會開始掉隊，蜂后會等到最後還跟著的強壯雄蜂，與雄蜂在空中交配。
蜂后一生只有一次的婚飛，會盡可能的與多隻雄蜂交配，多達15雄蜂，整個飛行和交配過程需要10到30分鐘，雄蜂交配不久后死亡，生殖器會停留在蜂后身上，下一隻雄蜂會先排除前一隻雄蜂的生殖器再繼續交配。
最後一隻雄蜂的生殖器會等到蜂后回到巢內待工蜂去除(為防止精液流失)，蜂后回到巢內經2–3天後會開始產卵。

## 生殖與遺傳
雄蜂为未受精之卵細胞發育而成，精子系假減數分裂而成。雄蜂为发育周期最长的种类，从卵到成虫需24天。雄蜂为蜜蜂里唯一不具有螫针的蜂种。雄蜂有良好的飞行能力，这是与蜂后交配成功概率的保证。工蜂从卵发育到幼虫需11天，卵期3天，幼虫期9天。工蜂幼虫此后经过5次脱皮进入蛹期。蛹期9天后，羽化破茧。蜂后为发育周期最短的蜂种，只需16天。蜂后为蜜蜂社群的唯一母亲，一天可產卵1500–2000颗卵。蜂后的寿命可达3–5年。

## 防衛
蜜蜂的腹部末端長有長長的螫針，當人們因為害怕而撲打牠時，牠們就有可能出於自衛而蟄人，蟄人後牠們也會死去。這是因為蟄針是由一根背刺針和兩根腹刺針組成，而螜針又與大、小毒腺和內臟器官相連，腹部刺針末端長有很多小倒鉤。當蜜蜂蟄人時，小倒鉤會牢牢地勾緊人們的皮膚。當蜜蜂試圖飛離時，刺針就會連同部分內臟一起被拉出體外，蜜蜂也就因而死去。不過，當牠螜咬其牠有著硬質表皮的昆蟲時，因小倒鉤沒法勾緊光滑的表面，蜜蜂也就不會死去。
此外，蜜蜂不喜歡黑色物體和絨毛狀物體，以及酒、蔥、蒜等散發的刺激性氣味，而女人常用的香水則會吸引蜜蜂。

## 蜂產品
- 蜂蜜
- 蜂王漿
- 蜂花粉：乾燥後顏色深淺不一，可以直接食用或泡入冷水中當飲料。
- 蜂蠟
- 蜂膠
- 蜂療：以夾子夾住工蜂，用牠的尾針釘患者的穴道，讓蜂毒進入體內，達到某種的治療效果。
- 蜂蛹：可以泡酒或油炸來食用。
- 蜂王幼蟲
- 蜂糧

## 圖片

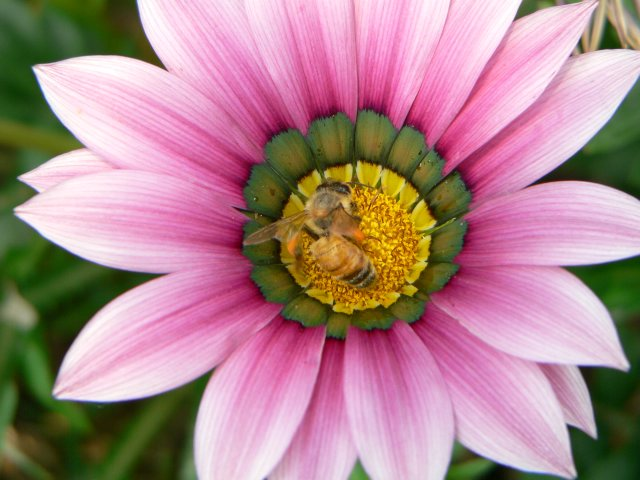
蜜蜂採蜜
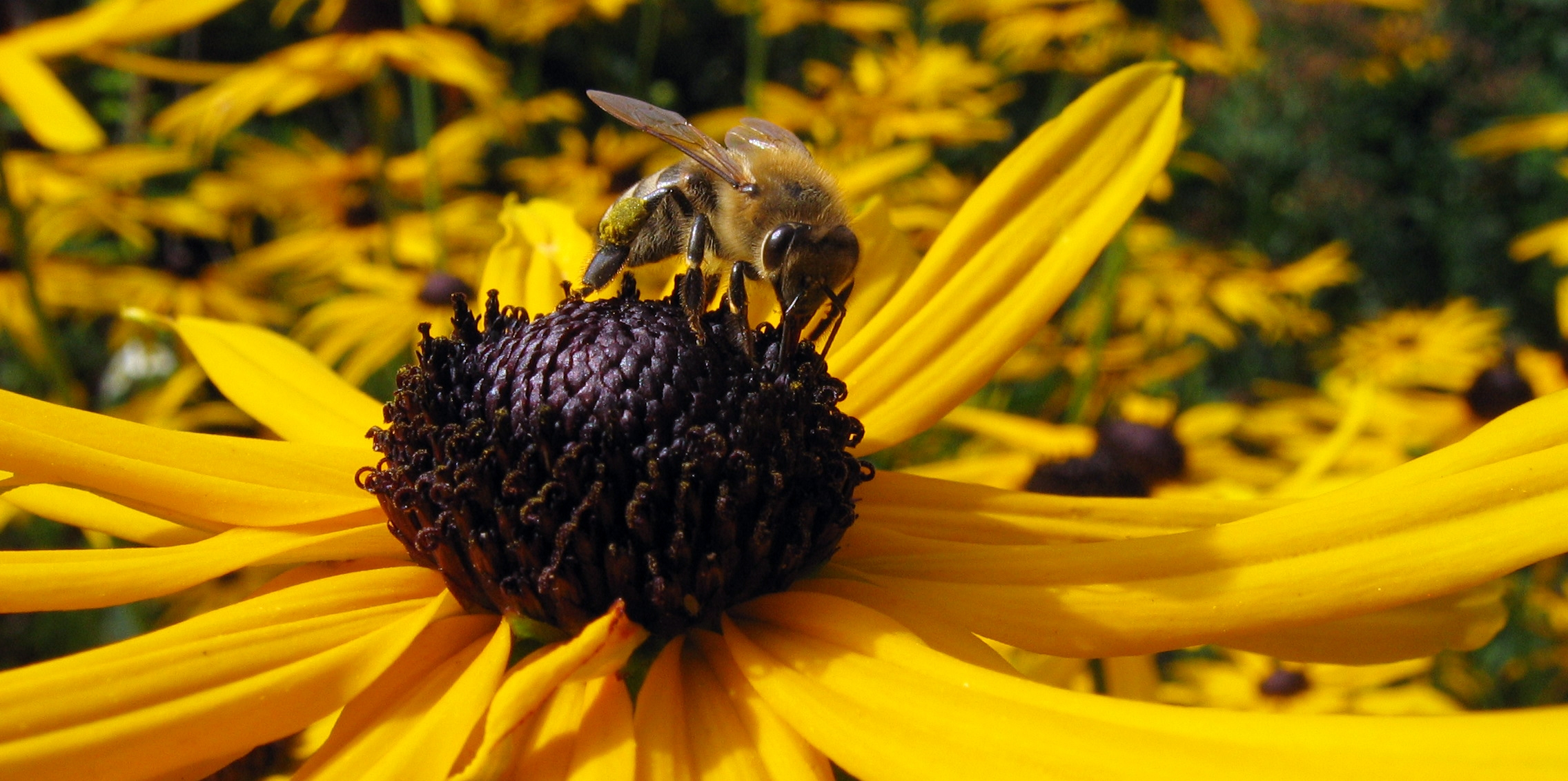
蜜蜂採蜜
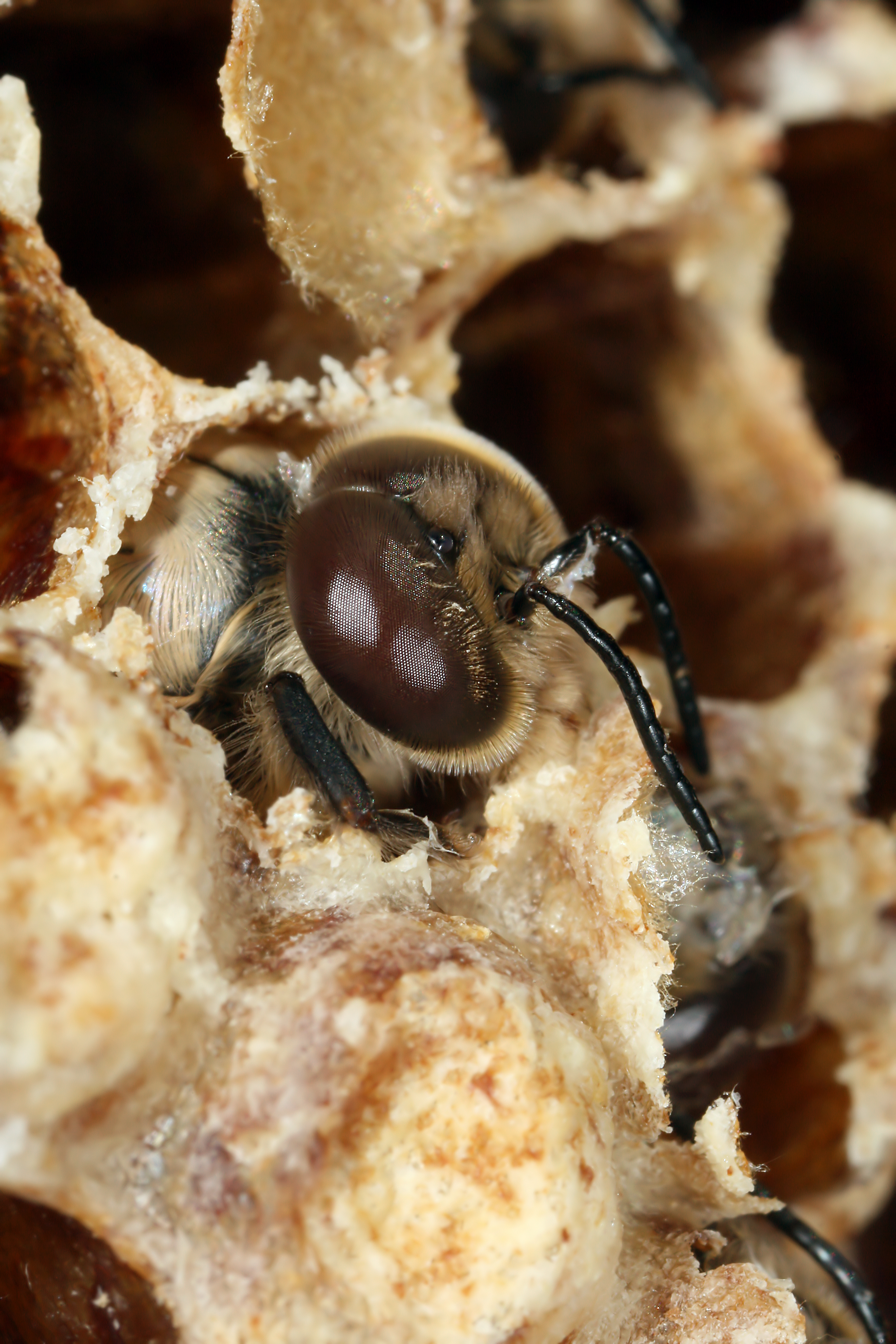
卡尼鄂拉蜜蜂
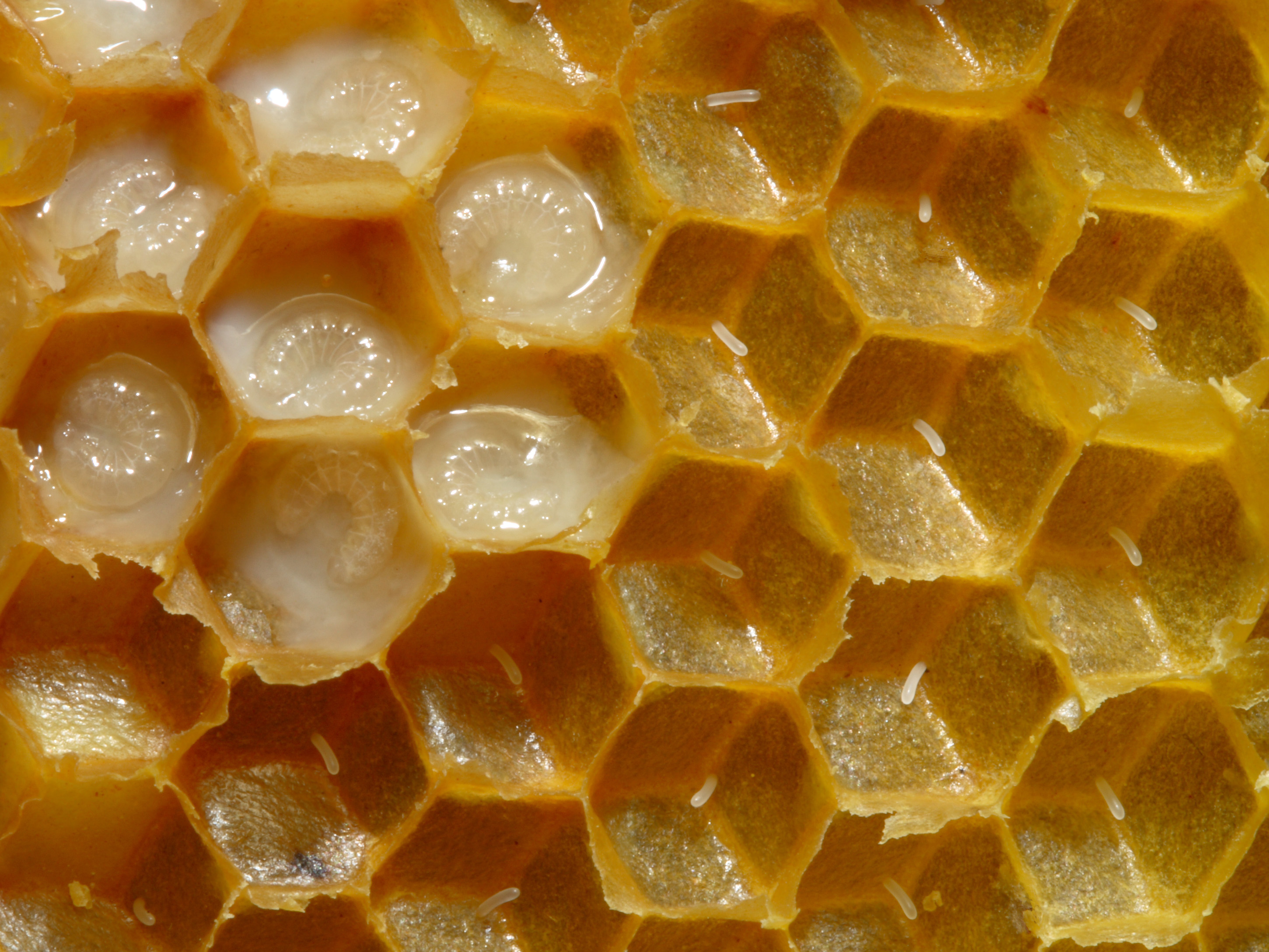
蜜蜂的蜂巢，內有蟲卵和幼蟲
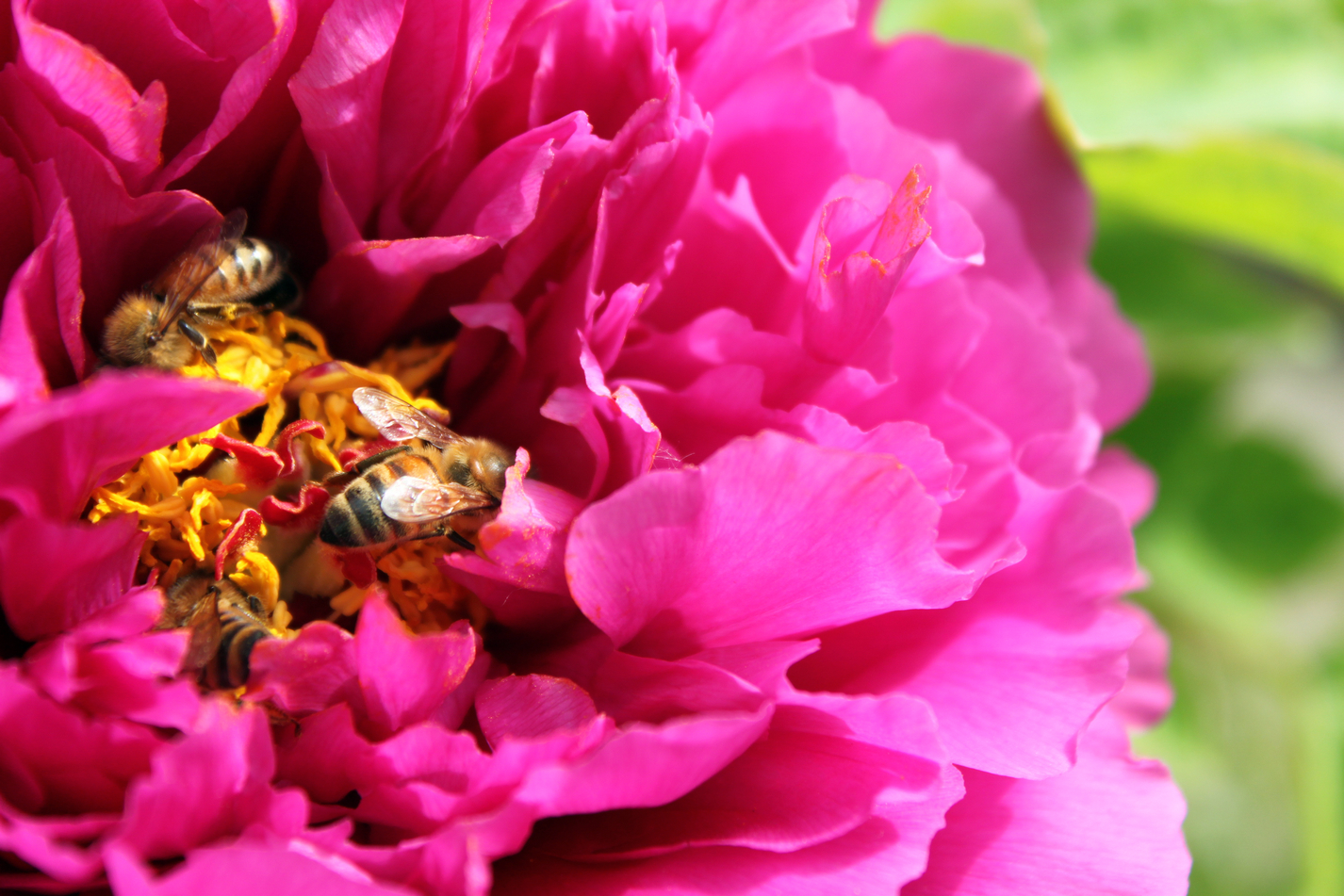
牡丹和采食中的蜜蜂
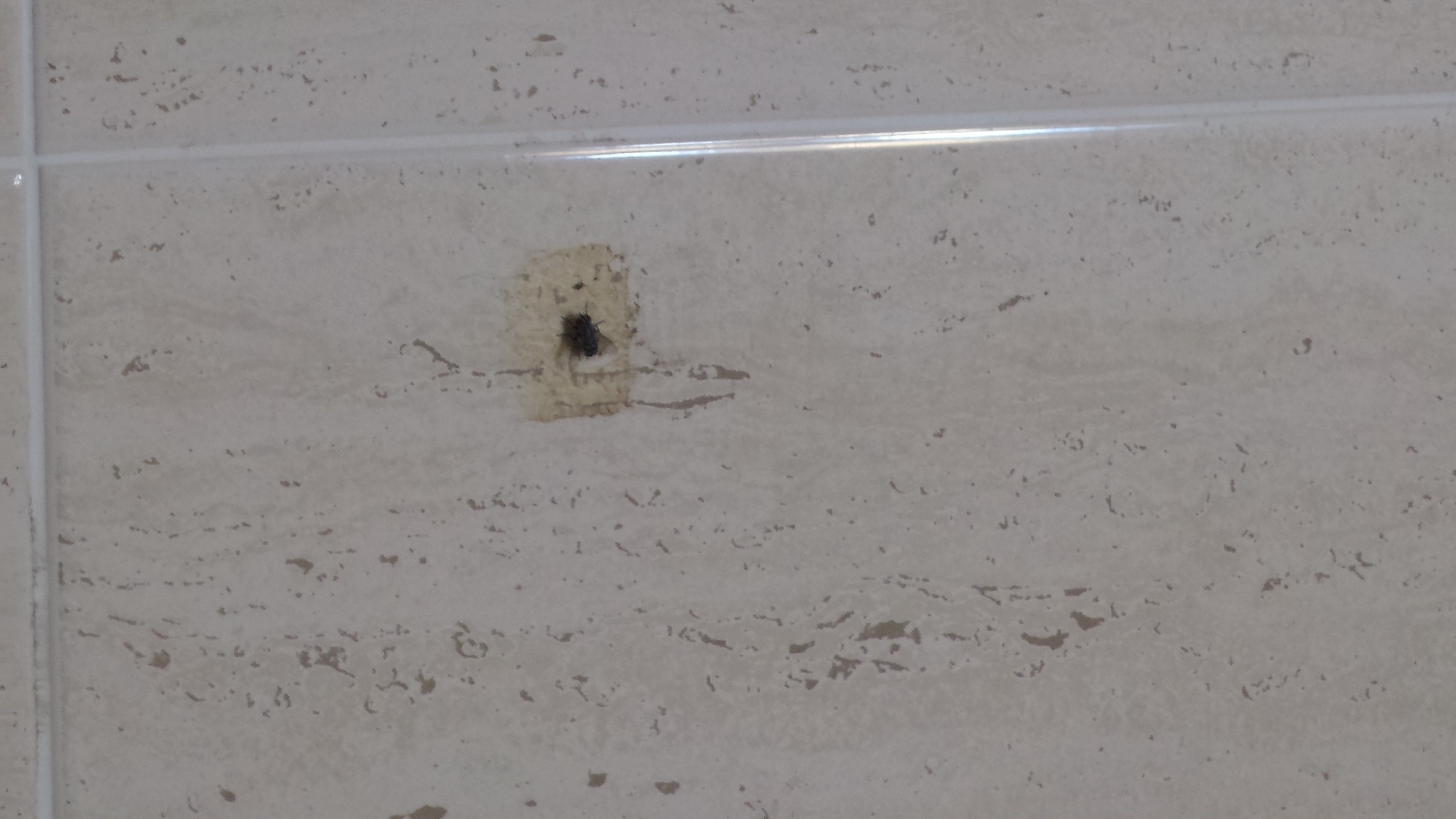
一隻偽裝成蜜蜂的食蚜蝇

## 外部連結
- 维基共享资源上的相關多媒體資源：蜜蜂科
- 維基物種上的相關：蜜蜂科
- 王承赋. . 中学生物学. 2007, 23 (12): 6–8  [2018-06-15]. doi:10.3969/j.issn.1003-7586.2007.12.003. 原始内容存档于2014-01-01.（简体中文）